# Drillbit Taylor, garde du corps
Pour plus de détails, voir Fiche technique et Distribution.
Drillbit Taylor, garde du corps (titre original : Drillbit Taylor) est un film américain réalisé par Steven Brill, sorti en salles en 2008.

## Synopsis
Ryan et Wade, deux adolescents, rentrent au lycée. Dès le premier jour ils voient deux caïds (Filkins et Ronnie) et des enfants de primaire attaquer un autre élève (Emmit) en l'enfermant dans son casier. Wade intervient. Filkins, Ronnie et les enfants de maternelle se mettent alors à les persécuter tous les trois. Filkins a été émancipé. Ses parents vivent à Hong Kong.
Pour arrêter ce cauchemar, Wade suggère d'engager un garde du corps. Ils mettent alors une annonce sur Internet et après une série d'entretiens finissent par choisir Drillbit Taylor. Ce dernier se présente comme un ancien militaire, expert en arts martiaux. Mais la réalité est tout autre, il n'est qu'un simple sans-abri qui se lave sur les douches situés sur une plage publique et vit dans une tente. Son intention est de les voler et de s'acheter un billet pour le Canada. Drillbit dit aux garçons de trouver des intérêts communs et de devenir amis avec Filkins et Ronnie. Ce que tente Ryan en défiant Filkins à une battle, mais se laisse emporter en humiliant Filkins, ce qui provoqua sa colère. Pris en embuscade, ils essayent d'utiliser une autre tactique que Drillbit leur a enseigné, mais échouent. Les adolescents sont furieux des conseils de Drillbit. Ils décident cependant de le faire engager à l'école comme enseignant suppléant afin qu'il les protège. Ce dernier fait connaissance avec une prof (Lisa) avec laquelle il va entamer une relation amoureuse. Drillbit persécute à sa façon Filkins et Ronnie.
Mais tout bascule quand la mère de Ronnie passe par la plage en le conduisant à l'école. Ils voient le "professeur remplaçant" se doucher sur la plage. Sa mère lui explique que c'est un sans-abri. Ronnie annonce la nouvelle à Filkins, qui trouve les garçons et cogne le soi-disant professeur. Plus tard, les amis clochards de Drillbit cambriolent la maison des parents de Wade et la vide entièrement. Drillbit confesse qu'il s'appelle réellement Bob Taylor, déserteur de l'armée américaine. À la suite de ces révélations, les garçons le licencient. Drillbit se débrouille pour récupérer toutes les affaires volées et les remet en place avant le retour des parents. Taylor avoue la vérité à Lisa.
Les trois garçons laissent échapper des informations sur l'existence de Drillbit. Les parents comprennent la situation et vont voir le principal, lequel appelle la police. Filkins, joue les innocents et charme les adultes présents au bureau du principal. Il continue à ridiculiser les garçons après le départ de Drillbit. Mais la tension monte à nouveau quand Filkins renverse du soda sur Wade parce qu'il sort innocemment avec la fille avec laquelle il est amoureux...Wade défie ce dernier en duel. Ryan et Wade arrivent chez Filkins ce soir-là, alors qu'il organise une fête. Wade et Ryan se battent avec lui pendant un certain temps jusqu'à ce qu'Emmit les rejoigne.Ils arrivent presque à battre Filkins. Drillbit, après être rentré chez Wade, découvre le mot et se rend chez Filkins. Celui-ci le frappe. Il ne répond pas car il ne veut pas cogner un mineur. Mais apprenant que celui-ci est majeur, Drilbitt le met KO. Quand la police débarque, Filkins se réveille et jette son sabre de samouraï sur les garçons. Drillbit l'attrape au vol, sauvant la vie des trois adolescents mais perdant la moitie de son petit doigt au passage.
Arrêté par les forces de l'ordre, Filkins est envoyé à Hong Kong chez ses parents plutôt que d'être emprisonné avec des adultes. Drillbit est mis en prison, mais finit par être libéré au bout de trois semaines. À sa sortie, Wade, Emmit, Ryan et Lisa l'attendent.

## Fiche technique
Sauf indication contraire, les informations mentionnées dans cette section peuvent être confirmées par la base de données cinématographiques IMDb,  présente dans la section « Liens externes ».
- Titre : Drillbit Taylor, garde du corps
- Titre original : Drillbit Taylor
- Réalisation : Steven Brill
- Scénario : Kristofor Brown et Seth Rogen, d'après une histoire de John Hughes, Kristofor Brown et Seth Rogen
- Musique : Christophe Beck
- Photographie : Fred Murphy
- Montage : Brady Heck et Thomas J. Nordberg
- Décors : Jackson De Govia (de)
- Direction artistique : Scott Meehan
- Costumes : Karen Patch
- Production : Judd Apatow, Susan Arnold et Donna Roth
  - Coproduction : Kristofor Brown
  - Production exécutive : Richard Vane
  - Production associée : Desiree Van Til
- Sociétés de production : Paramount Pictures et Apatow Productions
- Distribution : Paramount Pictures
- Pays :  États-Unis
- Genre : Comédie
- Durée : 102 minutes (version cinéma), 110 minutes (version longue)
- Format : Couleur - 2,35:1 - Format 35 mm - Son Dolby Digital, DTS, SDDS
- Budget : 40 millions de dollars
- Dates de sortie en salles :
  -  Australie : 20 mars 2008
  -  États-Unis,  Canada : 21 mars 2008
  -  Belgique : 26 mars 2008
  -  France : 7 mai 2008[1]

## Distribution
Légende : VF : Voix françaises, VQ : Voix québécoises
- Owen Wilson (VF : Axel Kiener - VQ : Antoine Durand) : Bob 'Drillbit' Taylor
- Nate Hartley (VF : Hervé Grull - VQ : Gabriel Favreau) : Wade
- Troy Gentile (VF : Arthur Pestel - VQ : François-Nicolas Dolan)  : Ryan Anderson
- David Dorfman (VF : Alexandre Nguyen - VQ : Aliocha Schneider) : Emmit Oosterhaus
- Valerie Tian : Brooke N'Guyen
- Alex Frost (VF : Donald Reignoux - VQ : Nicholas Savard L'Herbier) : Terry Filkins
- Josh Peck (VF : Nathanel Alimi - VQ : Maxime Séguin-Durand)  : Ronnie Lampanelli
- Leslie Mann (VF : Brigitte Aubry - VQ : Julie Beauchemin) : Lisa Zachey
- Stephen Root (VQ : Marc Bellier) : Neville Doppler, principal du lycée
- Danny McBride (VF : Laurent Morteau - VQ : Patrick Chouinard) : Don Armstrong
- Cedric Yarbrough : Bernie
- Lisa Ann Walter : Dolores, la mère de Ryan
- Beth Littleford (VQ : Marika Lhoumeau)  : Barbara, la mère de Wade
- Ian Roberts (en) (VQ : Jean-Luc Montminy) : Jim, le beau-père de Wade
- Casey Boersma : Chuck, un des fils de Jim
- Dylan Boersma : Nick, un des fils de Jim
- David Koechner : le père effrayé
- Matt Walsh : Not for Pot Driver
- Lisa Lampanelli : la mère de Ronnie
- Billy O'Neill : Dean
- Shaun Weiss : le conducteur du bus
- Tichina Arnold : le professeur de photographie
- Rance Howard : le vieil homme
- Adam Baldwin : le garde du corps mécontent
- Chuck Liddell : lui-même
- Robert Allen Mukes : un garde du corps
- Frank Whaley : le garde du corps nerveux
- Aisleagh Jackson : Barrista
- Ellen H. Schwartz : Susan
- Kevin Hart : Pawn Shop Employee
- Matty Cardarople : un vendeur
- Mary Pat Gleason : Mrs. Farber
- Mary-Pat Green : l'infirmière
- Vincent Laresca : Fence
- John Kirk : le père d'Emmit
- Katie Gill : Hot Girl
- Steven Brill : Docteur

## Réception

### Accueil critique
Drillbit Taylor, garde du corps a reçu des critiques négatives dans les pays anglophones, obtenant 26 % d'avis favorables sur le site Rotten Tomatoes, dans la catégorie All Critics basé sur 138 commentaires et une note moyenne de 4.5⁄10, ainsi que 23 % de critiques favorables dans la catégorie Top Critics, basé sur 30 commentaires et une note moyenne de 4.4⁄10. Sur le site Metacritic, recensant les critiques de magazines anglophones, il obtient un score de 41⁄100, basé sur 31 critiques.
En France, peu présenté à la presse, Drillbit Taylor obtient également des critiques mitigées. Selon Ciné Live, il se « hisse au niveau d'Un flic à la maternelle. » et se livre à un pastiche du film d'action. Selon Télérama, il ne devrait « attirer que les fans indulgents d'Owen Wilson » et qu'il s'agit d'un « premier faux pas de Judd Apatow [producteur du film] » car les « dialogues tout juste drôles, gags foireux, absence de rythme ».

### Box-office
| Pays ou région | Box-office     | Date d'arrêt du box-office | Nombre de semaines |
| -------------- | -------------- | -------------------------- | ------------------ |
| Mondial        | 49 690 625 USD | 8 février 2009             | ?                  |
| États-Unis     | 32 862 104 USD | 19 juin 2008               | 13                 |
| France         | 653 entrées    | 20 mai 2008                | 2                  |

## Autour du film
- Le tournage eu lieu du 25 septembre au 7 décembre 2006, en  Californie.
- Il s'agit de la seconde collaboration entre Judd Apatow et Owen Wilson après Disjoncté, de Ben Stiller, en 1996. Le film marque aussi les retrouvailles entre Wilson et Leslie Mann, femme d'Apatow, également après Disjoncté.
- Il s'agit du dernier film auquel John Hughes, crédité Edmond Dantès, qui a participé à l'élaboration de l'histoire du scénario de Drillbit Taylor, garde du corps, ait collaboré.
- Drillbit Taylor passa carrément inaperçu en salles en France, enregistrant au total 653 entrées[10] car distribué dans seulement 9 salles[11], avant de connaître une sortie en DVD en novembre 2008, six mois après la sortie en salles.
- Adam Baldwin, qui incarne l'un des gardes du corps à l'entrevue, incarne un rôle similaire à celui de My Bodyguard, vingt-huit ans auparavant[12].
- Le personnage d'Owen Wilson et les trois adolescents regardent Les Incorruptibles, notamment la scène où Kevin Costner menace Robert De Niro à l'hôtel. Wilson a déjà joué avec De Niro à trois reprises dans la saga de Mon beau-père (Mon beau-père et moi, Mon beau-père, mes parents et moi et Mon beau-père et nous).